# Kosar
Kosar (persky موشک کوثر‎) je íránská protilodní řízená střela středního doletu s charakteristikami stealth (íránské zdroje), odolná proti jakémukoli elektronickému rušení. V současné době je ve výzbroji Íránských revolučních gard, Íránské armády a Hizballáhu.

## Popis
Raketa Kosar je vytvořena podle vzoru čínských protilodních střel typu C-701. Jedná se o podzvukovou střelu s plochou dráhou letu s doletem až 19 km. Raketa je vybavena TV nebo infračerveným naváděcím systémem. Je určena k likvidaci malých a středních válečných lodí. Podle íránských pramenů lze raketu Kosar odpálit z pobřežní baterie, válečné lodě a letadla.

## Válka v Libanonu
K prvnímu ostrému použití rakety Kosar došlo v roce 2006 kdy vrcholila válka v Libanonu. Během izraelské námořní hlídky poblíž pobřeží Libanonu, asi 10 km od Bejrútu, byla izraelská korveta ISN Hanit (třída Saar 5) zasažena protilodní raketou.Při útoku zahynuli čtyři izraelští námořníci a loď byla vážně poškozena. Při pozdější analýze bylo potvrzeno, že izraelská korveta neměla aktivní systém včasného varování a proto útočící raketu nezpozorovala. Izraelské námořnictvo se nejdříve domnívalo, že útok byl proveden protilodní raketou Núr/C-802. Tato možnost, ale byla pozdější analýzou rozsahu škod vyvrácena.

## Galerie

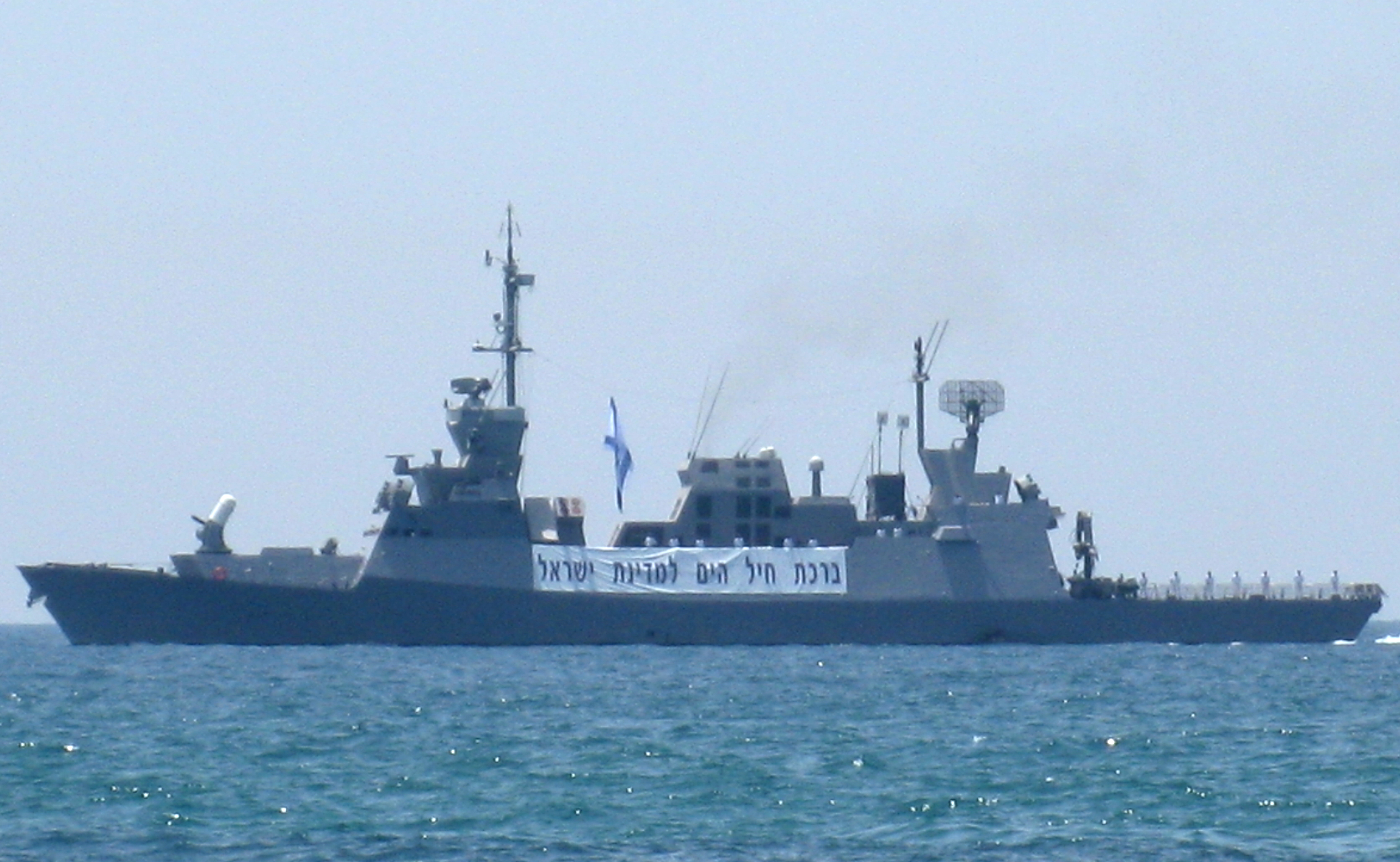
Izraelská korveta třídy Sa'ar 5